# La Plata Point
La Plata Point är en udde i Antarktis. Den ligger i Västantarktis. Argentina, Chile och Storbritannien gör anspråk på området.
Terrängen inåt land är platt åt sydväst, men åt nordväst är den kuperad. Havet är nära La Plata Point åt nordost. Trakten är glest befolkad. Närmaste befolkade plats är Marambio Station, 1,9 kilometer söder om La Plata Point. 